# Caroline van Baden
Frederika Caroline Wilhelmina van Baden (Karlsruhe, 13 juli 1776 — München, 13 november 1841) was de tweede echtgenote van koning Maximiliaan I Jozef van Beieren en als dusdanig vanaf 1806 koningin van Beieren.
Zij werd geboren in Karlsruhe als prinses Frederika Caroline Wilhelmina, markgravin van Baden. Haar ouders waren Karel Lodewijk van Baden en Amalia van Hessen-Darmstadt. Zij trouwde in 1797 met Maximiliaan, die kort daarvoor weduwnaar was geworden, na het overlijden van zijn vrouw (overigens een oudere nicht van Caroline), Augusta Wilhelmina van Hessen-Darmstadt.
Het paar kreeg acht kinderen, waaronder een doodgeboren zoontje. Haar dochter Sophie zou de moeder worden van keizer Frans Jozef I van Oostenrijk, haar dochter Ludovika zou de moeder worden van diens vrouw Elisabeth (Sisi).

## Kinderen
- Doodgeboren zoon (5 september 1799)
- Lodewijk Willem Maximiliaan Jozef (28 oktober 1800 - 12 februari 1803)
- Elisabeth  ("Elise") Ludovika (13 november 1801 - 14 december 1873); gehuwd met Frederik Willem IV van Pruisen
- Amalia Augusta (13 november 1801 - 8 november 1877), gehuwd met Johan van Saksen
- Sophie (1805-1872), gehuwd met Frans Karel van Oostenrijk en moeder van de keizers Frans Jozef I van Oostenrijk en Maximiliaan van Mexico
- Marie Anne Leopoldine Elisabeth Wilhelmine (27 januari 1805 - 13 september 1877), gehuwd met Frederik August II van Saksen
- Marie Ludovika Wilhelmina (1808-1892), moeder van keizerin Elisabeth
- Maximiliana Josepha Caroline (21 juli 1810 - 4 februari 1821)

- Gemeinsame Normdatei: 119072858
- International Standard Name Identifier: 0000 0000 1350 548X
- Nationale Bibliotheek van Israël: 987007300663105171
- Istituto Centrale per il Catalogo Unico: MUSV013662
- Virtual International Authority File: 20482271
- WorldCat: E39PBJqjYGGvqm4tjtMk3dKWXd